# Val Minor

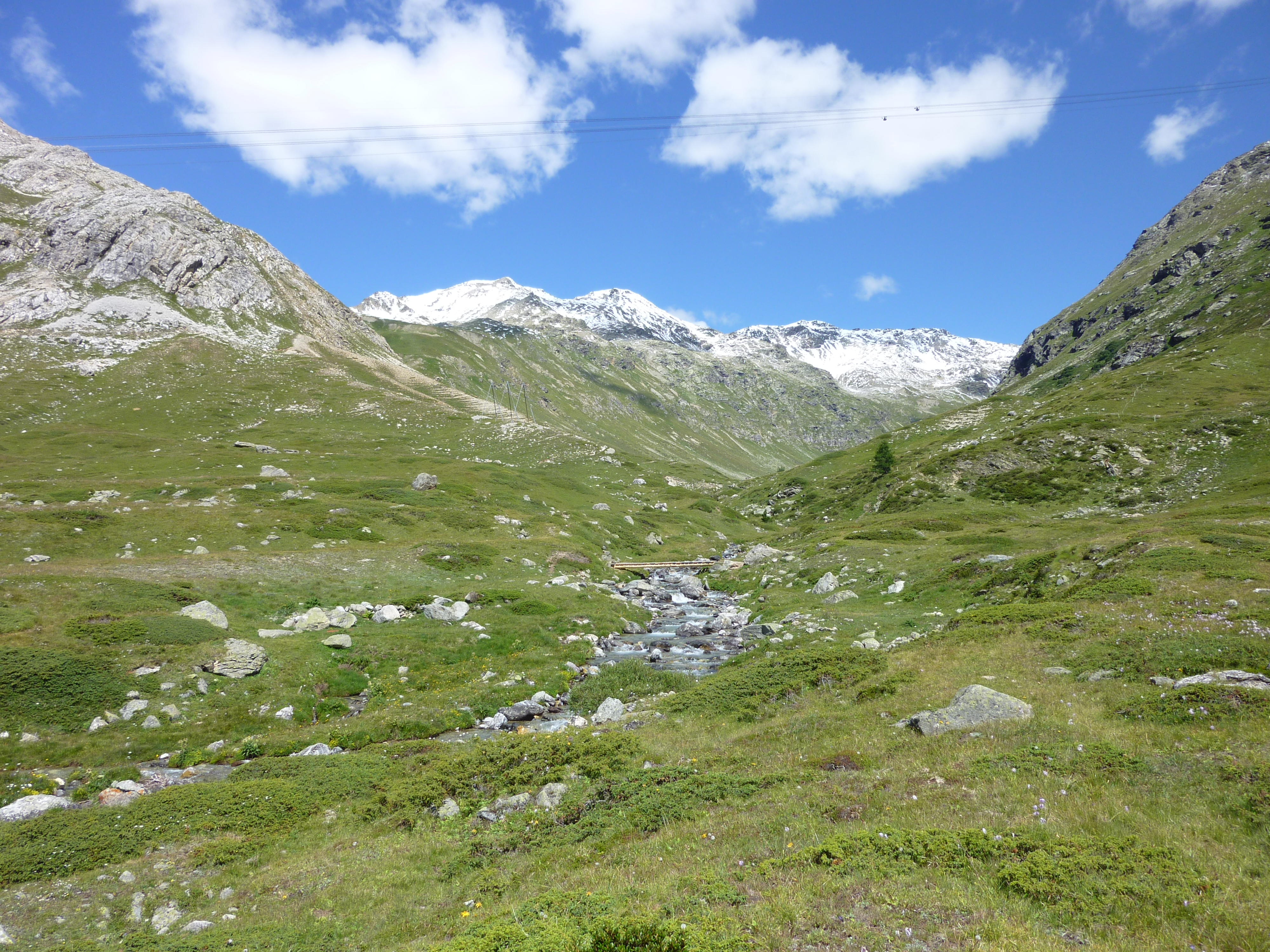
Val Minor

Das Tal Val Minor ([ˌvalmiˈnoːr]ⓘ) liegt auf dem Gemeindegebiet von Pontresina nördlich des Berninapasses, auf einer Höhe von rund 2400 m. Der Taleingang liegt zwischen dem Piz Lagalb und dem Piz Alv. Flankiert wird das Val Minor vom Piz Alv und Piz Minor zur rechten und dem Piz Lagalb zur linken Seite. Früher wurde im Tal Bergbau betrieben. Es wurden allerdings nur geringe Mengen an Blei und Silber abgebaut. Am Ende des Tals liegt der Bergsee Lej Minor.

## Namensgebung
Für den Namen des Tals gibt es zwei Hypothesen: Die Ableitung von rätoromanisch „mina“ (deutsch Mine) mit Bezug zum historischen Bergbau sowie die Ableitung von lateinisch „minor“ (deutsch kleiner), wobei es allerdings keine entsprechende Val Maior gibt. Auch wenn die Namensgebung über den das Tal dominierenden Piz Minor (3049 m ü. M.) erfolgt sein sollte, ergibt sich keine Entsprechung Piz Maior. Immerhin existiert in der benachbarten Val da la Fain ein (schwer zugänglicher) See namens „Lej Grand“ (dt. Grosser See) und im Val Minor am Talende ein See namens „Lej Minor“ (dt. Kleinerer See), allerdings ist der Lej Minor etwa 45 % grösser als der Lej Grond, was gegen diese Etymologie spricht. Für die Etymologie mit dem Bezug zum Bergbau spricht im Übrigen die Namensgebung bei der Val Mingèr im Unterengadin.

## Aktivitäten
Das Val Minor ist bei Wanderern und Bikern beliebt und kann zu Fuss oder mit dem Fahrrad erkundet werden.

## Bergbauhistorischer Lehrpfad
Der ins Val Minor führende Bergbauhistorische Lehrpfad informierte über die Bergbautätigkeiten zwischen dem 13. und 16. Jahrhundert. Es wurden dabei Erklärungen zu den Gesteinsvorkommen in der Gegend sowie auch über die Entstehung der Stollen gegeben. Acht Hinweistafeln führten von der Talstation Lagalb aus zur Berninapasshöhe in den Stollen Camino, der als einziger noch zugänglich ist, danach zum Pyrit-Arsenkies-Vorkommen und auch über die Fuorcla Minor. Auch die zwei Stollenbezirke und die Hütte Fuorn d’Plattas aus dem Jahre 1458 gehörten zu den Haltepunkten.